# Grand Prix automobile de Grande-Bretagne 1993
GP précédent GP suivant
Le Grand Prix automobile de Grande-Bretagne 1993 (British Grand Prix), disputé sur le circuit de Silverstone le 11 juillet 1993, est la 541e épreuve du championnat du monde de Formule 1 courue depuis 1950 et la neuvième manche du championnat 1993.

## Classement

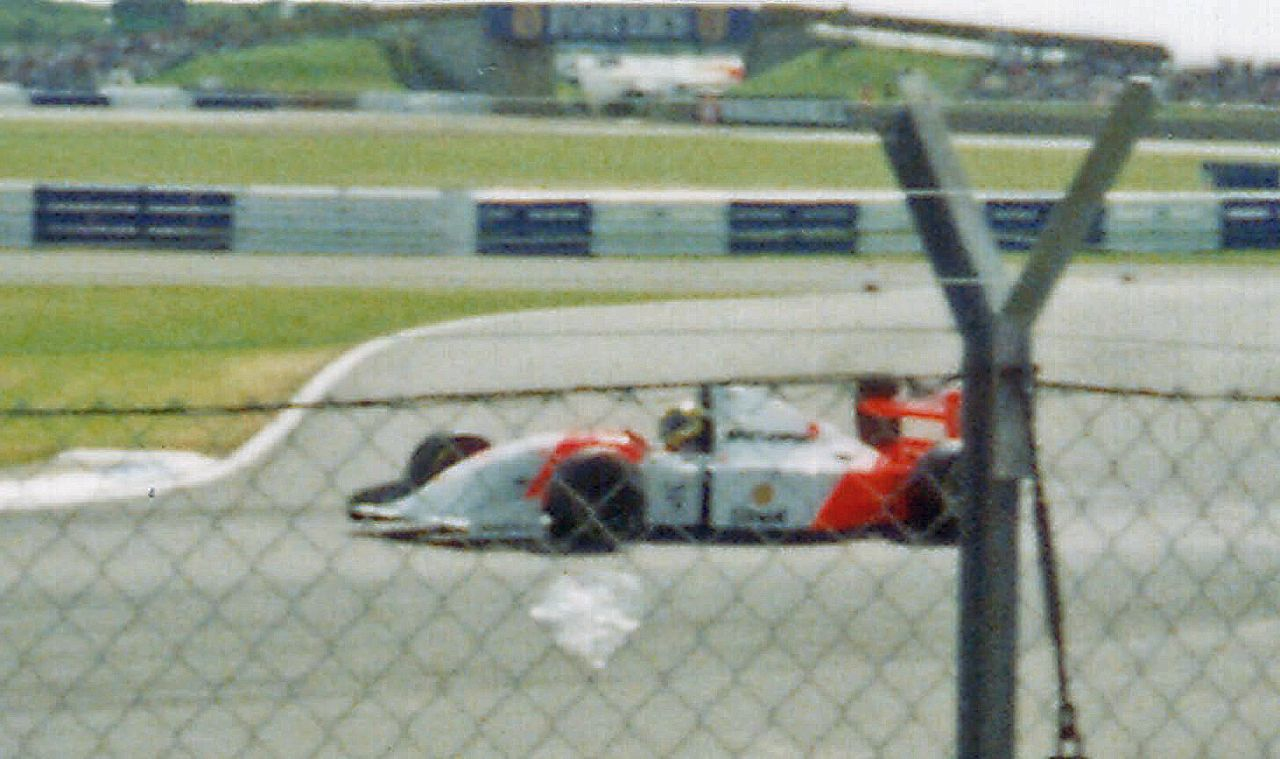
Senna à Silvestone en 1993

| Pos. | No | Pilote               | Écurie                | Tours | Temps/Abandon                      | Grille | Points |
| ---- | -- | -------------------- | --------------------- | ----- | ---------------------------------- | ------ | ------ |
| 1    | 2  | Alain Prost          | Williams-Renault      | 59    | 1 h 25 min 38 s 189 (216,030 km/h) | 1      | 10     |
| 2    | 5  | Michael Schumacher   | Benetton-Ford         | 59    | + 7 s 660                          | 3      | 6      |
| 3    | 6  | Riccardo Patrese     | Benetton-Ford         | 59    | + 1 min 17 s 482                   | 5      | 4      |
| 4    | 12 | Johnny Herbert       | Lotus-Ford            | 59    | + 1 min 18 s 407                   | 7      | 3      |
| 5    | 8  | Ayrton Senna         | McLaren-Ford          | 58    | Panne d'essence                    | 4      | 2      |
| 6    | 9  | Derek Warwick        | Footwork-Mugen-Honda  | 58    | + 1 tour                           | 8      | 1      |
| 7    | 26 | Mark Blundell        | Ligier-Renault        | 58    | + 1 tour                           | 9      |        |
| 8    | 30 | Jyrki Järvilehto     | Sauber-Ilmor          | 58    | + 1 tour                           | 16     |        |
| 9    | 27 | Jean Alesi           | Ferrari               | 58    | + 1 tour                           | 12     |        |
| 10   | 14 | Rubens Barrichello   | Jordan-Hart           | 58    | + 1 tour                           | 15     |        |
| 11   | 19 | Philippe Alliot      | Larrousse-Lamborghini | 57    | + 2 tours                          | 24     |        |
| 12   | 23 | Christian Fittipaldi | Minardi-Ford          | 56    | Boîte de vitesses                  | 19     |        |
| 13   | 3  | Ukyo Katayama        | Tyrrell-Yamaha        | 55    | + 4 tours                          | 22     |        |
| 14   | 25 | Martin Brundle       | Ligier-Renault        | 53    | Boîte de vitesses                  | 6      |        |
| Nc.  | 4  | Andrea De Cesaris    | Tyrrell-Yamaha        | 43    | Non classé                         | 21     |        |
| Abd. | 0  | Damon Hill           | Williams-Renault      | 41    | Moteur                             | 2      |        |
| Abd. | 11 | Alessandro Zanardi   | Lotus-Ford            | 41    | Sortie de piste                    | 14     |        |
| Abd. | 25 | Thierry Boutsen      | Jordan-Hart           | 41    | Roulement de roue                  | 23     |        |
| Abd. | 22 | Luca Badoer          | BMS Lola-Ferrari      | 32    | Panne électrique                   | 25     |        |
| Abd. | 24 | Pierluigi Martini    | Minardi-Ford          | 31    | Problème physique                  | 20     |        |
| Abd. | 29 | Karl Wendlinger      | Sauber-Ilmor          | 24    | Accident                           | 18     |        |
| Abd. | 28 | Gerhard Berger       | Ferrari               | 10    | Suspension                         | 13     |        |
| Abd. | 10 | Aguri Suzuki         | Footwork-Mugen-Honda  | 8     | Sortie de piste                    | 10     |        |
| Abd. | 7  | Michael Andretti     | McLaren-Ford          | 0     | Sortie de piste                    | 11     |        |
| Abd. | 20 | Érik Comas           | Larrousse-Lamborghini | 0     | Transmission                       | 17     |        |
| Nq.  | 21 | Michele Alboreto     | BMS Lola-Ferrari      |       | Non qualifié                       |        |        |

## Pole position et record du tour
- Pole position : Alain Prost en 1 min 19 s 006 (vitesse moyenne : 238,129 km/h).
- Meilleur tour en course : Damon Hill en 1 min 22 s 515 au 41e tour (vitesse moyenne : 228,002 km/h).

## Tours en tête
- Damon Hill : 41 (1-41)
- Alain Prost : 18 (42-59)

## Statistiques
- 50e victoire pour Alain Prost.
- 67e victoire pour Williams en tant que constructeur.
- 47e victoire pour Renault en tant que motoriste.
- Retour de Pierluigi Martini, parti chez Scuderia Italia en 1992, qui récupère la voiture de Fabrizio Barbazza chez Minardi.